# جرذ كنغري مارغاريتي
جرذ كنغري مارغاريتي (الاسم العلمي: Dipodomys margaritae) (بالإنجليزية: Santa Margarita kangaroo-rat)‏ هو نوع من الحيوانات يتبع جنس الجرذ الكنغري من فصيلة الفئران المتغايرة.